# Pergine Valsugana
Pergine Valsugana is een gemeente in de Italiaanse provincie Trente (regio Trentino-Zuid-Tirol) en telt 20.122 inwoners (31-10-2009). De oppervlakte bedraagt 54,4 km², de bevolkingsdichtheid is 372 inwoners per km².
De volgende frazioni maken deel uit van de gemeente: Canale, Canezza, Canzolino, Madrano, Nogaré, San Cristoforo al Lago, Serso, Susa, Roncogno, Viarago, Vigalzano, Visintainer, Zivignago.

## Demografie
Pergine Valsugana telt ongeveer 7097 huishoudens. Het aantal inwoners steeg in de periode 1991-2001 met 12,6% volgens cijfers uit de tienjaarlijkse volkstellingen van ISTAT.
| Jaar | Inwoneraantal |
| ---- | ------------- |
| 1991 | 15.009        |
| 2001 | 16.901        |

## Geografie
De gemeente ligt op ongeveer 300 m boven zeeniveau.
Pergine Valsugana grenst aan de volgende gemeenten: Baselga di Pinè, Trento, Fornace, Sant'Orsola Terme, Civezzano, Frassilongo, Vignola-Falesina, Novaledo, Levico Terme, Tenna, Vigolo Vattaro, Bosentino, Caldonazzo, Calceranica al Lago.